# Évelyne Courtois
Évelyne Courtois (* 14. Juni 1947 in Paris, Frankreich) ist eine französische Pop-Sängerin und Songwriterin, deren Musik in den 1960er Jahren unter dem Künstlernamen Pussy Cat veröffentlicht worden ist. In den 1970er Jahren war sie Mitglied der Gruppe Harmony 5 und veröffentlichte 1977 als Candy Sylver eine Single im Disco-Stil.

## Biografie
Évelyne Courtois begann ihre Gesangskarriere als Mitglied der kurzlebigen, fünfköpfigen Girlgroup Les Petites Souris, die im April 1965 eine EP bei RCA Victor veröffentlichten. Zwei der vier Stücke hatte Courtois selbst geschrieben.
Nach der Auflösung der Gruppe blieb Courtois bei RCA Victor und startete eine Solokarriere unter dem Künstlernamen Pussy Cat (in Anlehnung an das Lied What’s New Pussycat? von Tom Jones). Ihre im Januar 1966 erschienene erste EP enthielt französische Coverversionen britischer und amerikanischer Hits, darunter Sha-La-La-La-Lee der Small Faces, Stop! von The Moody Blues, Have Courage, Be Faithful von The Spokesmen und You’re No Good von Dee Dee Warwick.
Im Juli 1966 erschien die zweite EP, die überwiegend Kompositionen von Gilles Thibaut enthielt. Die dritte EP (Februar 1967) bestand aus zwei Hollies-Titeln, Listen People von Herman’s Hermits und einem Original, Je te dirai.
Mit Dans ce monde fou erschien im Februar 1968 erstmals eine selbstgeschriebene Solo-Single von Pussy Cat, gefolgt im Juli 1968 von dem ebenfalls selbstkomponierten Stück On me dit.
Im Juni 1969 kam die letzte EP raus, die drei Eigenkompositionen und ein Cover von She’s Not There von den Zombies enthielt. Da sie mit keiner ihrer bisherigen Veröffentlichungen den Durchbruch geschafft hatte, wurde Courtois anschließend aus ihrem Vertrag bei RCA Victor entlassen.
Courtois heiratete später den Produzenten Gérard Hugé, der für einige Solo-Aufnahmen von Stella Vander verantwortlich war.
Mitte der 1970er Jahre war sie Teil der kurzlebigen Gruppe Harmony 5, die zwei von Claude Pascal produzierte Singles herausbrachten. Unter dem Künstlernamen Candy Sylver erschien 1977 die englischsprachige Single How Is Love.

## Diskografie

### Solo-Singles als Pussy Cat
- 1966: "Moi je préfère ma poupée" / "La la lu" (RCA Victor 57-5719)
- 1966: "Ce n'est pas une vie" / "Stop!" (RCA Victor 46.096)
- 1966: "Les temps ont changé" / "Mais pourqoui…" (RCA Victor 46.097)
- 1966: "Vive la mariée" / "Mais la vie continuait" (RCA Victor 48.000)
- 1968: "Dans ce monde fou" / "Aucune fille au monde" (RCA Victor 49.019)
- 1968: "On me dit" / "Chance" (RCA Victor 49.041)

### Solo-Singles als Candy Sylver
- 1977: "How Is Love" / "Cry Me a River" (Vogue 45 V 140272)

### Singles mit Harmony 5
- 1976: "Ne dis pas que tu m’aimes" / "Si tu passes un jour par ici" (Barclay 620 167)
- 1976: "Back Home Again" / "We Can't Wait For Tomorrow" (Black Prince 006 CRY 32 055)

### Extended Plays (Pussy Cat)
- 1966: Ce n’est pas une vie: "Ce n'est pas une vie", "Stop!", "Les temps ont changé", "Mais pourquoi…" (RCA Victor 86.148)
- 1966: La la lu: "La la lu", "Ba ba ba … boof", "Me je préfère ma poupée", "Je n’ai pas pleuré" (RCA Victor 86.161 M)
- 1967: Si vous avez déjà aimé: "Si vous avez déjà aimé", "Je te dirai", "Arrêt d’autobus", "J’avais Juré" (RCA Victor 86.169)
- 1969: Cette nuit: "Te voilà", "Cett nuit", "Hymne au soleil", "On joue" (RCA Victor 87.084)

### Compilations
- 1998: Pussy Cat (Magic Records 177932)
- 1998: L’intégrale Sixties (Magic Records 3930861)
- 1998: L’intégrale (Magic Records 3930039)
- 2014: Boof! The Complete Pussy Cat 1966–1969 (RPM Records Retro 948)
- 2019: Pussy Cat 1966–1969 (Les Sentinelles Disques LSD001)